# Sierra Vista
Sierra Vista är en stad i Cochise County sydliga Arizona med knappt 38 000 invånare. Den har enligt United States Census Bureau en area på 397,5 km².